# Negima!: Magister Negi Magi
Negima!: Magister Negi Magi (яп. 魔法先生ネギま! Махо: Сэнсэй Нэгима) — манга Кэна Акамацу, выпускающаяся с 2003 года в еженедельном японском журнале Weekly Shonen Magazine. Автор завершил работу над мангой, и 11 марта 2012 года вышла последняя 355 глава, хотя, возможно, автор планирует продолжить работу над этой мангой после небольшого перерыва. Содержит большое количество фансервисных сцен.
По манге в 2005 году студией Xebec была снята аниме-адаптация. Также было снято 2 спин-офф OVA от студии Shaft, которая снимала аниме телесериал «Нэгима!?» (альтернативный пересказ снятый по «Negima Neo» манга по миру Нэгимы, но рисуется другим художником, в этой манге упор сделан больше на комедию). По вселенной было сделано 10 игр(5 на PS2, 2 на GBA, 2 на Nintendo DS, 1 на Wii). С октября 2007 по март 2008 года была показана 26-серийная дорама. В марте 2008 была заявлена OVA «Mahou Sensei Negima!: Shiroki Tsubasa Ala Alba», она была снята по 176—183 главам и продавалась месте с 23, 24 и 25 томами манги. Четвёртая OVA по negima также продавалась вместе с томами манги, начиная с 27 тома лета 2009 и рассказывала о путешествии в Мир Магии. 27 августа 2011 года в Японии состоялась премьера полнометражного анимационного фильма Mahou Sensei Negima! Anime Final.

## Мир
Вселенная Negima!: Magister Negi Magi представляет собой современную, на время выхода манги, действительность, однако, в отличие от реального мира, в мире Negima!: Magister Negi Magi существует магия. Маги и магические ассоциации действуют скрытно, поэтому общественности ничего не известно о существовании магии. Исторически, магия развивалась в несколько направлений, поэтому школы магии подразделяются на восточную, представляющую собой магов юго-восточной Азии, в частности Японии, и западную — практикуемую в Европе. Европейские маги практикуют пактио - магический контракт между магом и его партнёром, восточные активно используют духов, таких как сикигами, ёкай и они. Европейские и восточные маги не относятся враждебно друг к другу, однако среди некоторых ассоциаций возможны разногласия и конфликты.
Кроме Земли, существует альтернативный мир, искусственно созданный на основе Марса, так называемый Магический мир (лат. Mundus Magicus Мундус Магикус). В Магическом мире магия была изначально общераспространённым явлением, поэтому магия здесь преобладает над технологиями. Населён Магический мир различной мифологической флорой и фауной, однако преобладающей разумной формой жизни являются люди и полулюди-полузвери. Наиболее крупными государствами Магического мира являются Конфедерация Мегаломесембрия и Империя Хеллас. Связь между мирами осуществляется за счёт врат, которые позволяют путешественникам перемещаться из одного мира в другой.

## Сюжет
Сюжет повествует о девятилетнем маге-вундеркинде Нэги Спрингфилде, желающем пойти по стопам своего отца — великого мага Наги Спрингфилда по прозвищу «Мастер Тысячи», стать магистром магии и помогать людям. Ради этого он заканчивает магическое училище в Англии, после чего его направляют на стажировку в Японию. Там он должен стать учителем английского в женской академии «Махора». При этом, если самому Нэги всего девять, то его ученицам примерно по пятнадцать лет. Данная академия полна необычных вещей, таких как библиотека полная ловушек или дерево высотой в сотни метров. В классе, доставшемся Нэги, попадаются такие ученицы как робот, вампир и путешественница во времени. Несмотря на это, остальные ученицы Нэги, незнакомые с магией, не обращают внимания на подобные странности, но если они или другие обычные люди раскроют природу Нэги, в лучшем случае он провалит свою стажировку.

## Персонажи
Нэги Спрингфилд (яп. ネギ・スプリングフィールド Нэги Супурингуфи:рудо) — главный персонаж. Сын легендарного Наги Спрингфилда известного как «Мастер тысячи» и Арики, королевы страны Вэспэратии, в прошлом спасших магический мир от разрушения. Его мать пропала вместе с его отцом, и вот уже десять лет считающимся погибшим. Единственной семьей для Нэги стала его сестра Нэканэ. Шесть лет назад на деревню, в которой они жили, было совершенно нападение и большая часть жителей была превращена в камень. Нэги и Накане были спасены Наги, который вновь исчез после этого инцидента оставив в память о себе свой посох. В итоге желания отомстить за деревню и пойти по стопам отца стали основной силой определяющей дальнейший жизненный путь Нэги. На момент начала сюжета, Нэги, в возрасте девяти лет закончил магическое училище. Для завершения обучения, он был направлен на стажировку в Японию, в роли нового учителя английского академии «Махора». В «Махоре» его поселили к одной из его учениц, Асуне. Несмотря на то что Асуна терпеть не может детей, Нэги удалось наладить с ней отношения уровня брат-сестра и впоследствии она стала первой девушкой заключившей с ним контракт. Из-за своей привычки спать с сестрой и того что Асуна похожа на неё, Нэги периодически пробирается в постель к своей новой соседке. Помимо симпатий Асуны, Нэги заслужил симпатии всех остальных учениц и несмотря на разницу в возрасте, многие из них влюблены в своего нового учителя. Те ученицы что были знакомы с истинной природой Нэги, впоследствии заключили с ним магический контракт и сформировали возглавляемую им группу «Ala Alba», названную по аналогии с группой его отца «Ala Rubra». По соображениям маскировки, Нэги часто появляется в своей взрослой форме, в которой выглядит как ровесник своих учениц. В этой форме он обычно называет себя именем своего отца. В магическом мире, ради победы на турнире, заключил контракт с одной из принцесс магического мира. Его артефакт представляет собой футляр с картами контракта, позволяющий Нэги использовать артефакт любой девушки заключившей с ним контракт.
Сэйю: Рина Сато
Асуна Кагурадзака (яп. 神楽坂 明日菜 Кагурадзака Асуна) — главная героиня, сумеречная принцесса Вэспэратии. Обладает способностью нейтрализовывать магию, что в частности делает бесполезными любые магические атаки направленные на неё. В прошлом её сила столетиями использовалась для уничтожения и с её помощью были убиты десятки тысяч человек. Несмотря на столь почтенный возраст, на момент встречи с Наги она выглядела как маленькая девочка. В то время её силу попытались использовать в ритуале уничтожения магического мира. Однако, Асуна была спасена отцом Нэги. После войны её память была стёрта Такахатой. На момент начала сюжета, Асуна ничего не помнит о своём прошлом и считает себя сиротой. Заботу о ней взял на себя директор академии и дабы не быть для него обузой, Асуна подрабатывает доставкой газет. Является красным бака-рейнджером, глупейшей из бака-рейнджеров. Но несмотря на свою глупость, обладает великолепными физическими данными. Влюблена в Такахату, однако, тот не принял её чувств считая что недостоин что бы его любили. Хотя Асуна терпеть не может детей, действия Нэги в роли учителя заставили её проникнуться симпатией к нему. Впоследствии она взяла его под свою защиту и стала первой девушкой, заключившей с ним магический контракт. Из-за близких отношений между ней и Нэги, большинство девушек подозревает что Асуна влюблена в него. Тем не менее, сама Асуна это всячески отрицает . Её артефакт представляет собой огромный антимагический веер, уничтожающий большинство призванных созданий с одного удара, впоследствии превращается в огромный антимагический меч.
Сэйю: Акэми Канда
Нодока Миядзаки (яп. 宮崎 のどか Miyazaki Nodoka) — тихая и скромная помощница библиотекаря. Влюблена в Нэги и несмотря на свою стеснительность, открыто призналась ему в любви. Однако, ввиду возраста, дать ей конкретный ответ Нэги не смог. Впоследствии она стала второй девушкой заключившей с Нэги полноценный магический контракт. Её артефакт представляет собой волшебную книгу, позволяющую читать мысли людей в определенном радиусе от себя.
Сэйю: Мамико Ното
Сэцуна Сакурадзаки (яп. 桜咲 刹那 Sakurazaki Setsuna) — мечник, неофициальная телохранитель Коноки. Полу-человек, полу-птица, что скрывает, боясь что её природа положит конец её отношениям с Конокой. Как показано в идеальной реальности в которую поймали героев в магическом мире, чувства Сэцуны и Коноки носят лесбийский характер. Но кто именно из них лесбиянка не уточняется. Третья девушка, заключившая полноценный магический контракт с Нэги. В магическом мире также заключила контракт и с Конокой.
Конока Коноэ (яп. 近衛 木乃香 Konoe Konoka) — внучка директора академии Махора и дочь главы Кансайского клана магов. С детства дружит с Сэцуной и живёт в той же комнате что и Нэги и Асуна. Её родители предпочитали не сообщать дочери о существовании магии. Однако, после знакомства с Нэги, ей пришлось столкнуться с волшебством и она стала четвёртой девушкой заключившей с ним контракт. Обучается на мага-целителя и её артефакт представляет собой веер, способный излечивать раны её друзей.
Юэ Аясэ (яп. 綾瀬 夕映 Ayase Yūe) — одна из учениц Нэги. Чёрный бака-рейнджер возглавляющая бака-рейнджеров и лучшая подруга Нодоки. Как и Нодока влюбилась в Нэги и то что она испытывает чувства к избраннику её подруги, привело её в ужас. Дабы не стоять на пути Нодоки, Юэ была готова исчезнуть из Махоры. Однако, Нодока предпочла сохранить их дружбу. Впоследствии она стала пятой девушкой заключивший с Нэги магический контракт и получила артефакт снабжающий её всеми доступными магическому миру знаниями о волшебстве. Попав в магический мир и поступив в магическое училище, показала себя одним из самых талантливых магов.

## Манга
С самого начала работы над этой мангой Акамацу стал использовать компьютерную графику для фоновых элементов, таких как толпа, здания, и некоторые объекты. Многие здания, взяты из реальных сооружений со всего света(напр. Бруклинский мост и городской зал Белфаста). С помощью рендеринга они переводятся в 3D, а затем персонажи вставляются внутрь и вокруг них. Многие из этих моделей приводятся в приложениях в конце томов.

## Аниме

### Introduction OVA
До начала сериала было выпущено 3 коротких OVA, их целью было представить персонажей. Первых 2 OVA были выпущены на DVD вместе с 2 drama CD, третия OVA продавалась отдельно. Они не издавались нигде, кроме Японии.
Первая OVA — это переделка первой серии телесериала. Она показывала то, как Неги получил его работу учителем и как он представляется классу в Академии Махоро. Завершается знакомством с Бака Рейнджерами (Асуна, Макиэ, Юэ, Гу Фэй и Каэдэ), также представляют Юкихиро Аяку.
Вторая OVA — это переделка случая с «любовным зельем» из второй серии. Завершается знакомством с Нодокой, Конокой, группой поддержки (Миса, Мадока, Сакрурако) и Асакурой Кадзу.
Третья OVA — это переделка из 13 серии, про путешествие Неги и клуба прогулок с близнецами. Во время путешествия Неги показывают нескольких из его учеников (Окоти Акира, Акаси Юна, Чао Линъинь, Хакасэ Сатоми, Ёцуба Хацуки, Зази Рейниделл, Мураками Нацуми, Наба Тидуру), также показывают остальных учеников(Айдзака Саё, Евангелина, Каракури Тятямару, Идзуми Ако, Кагура Мисора). В завершении показывают Киотомэ Харуну, Сакурадзаки Сэцуну и Рюмия Ману.

### Mahou Sensei Negima!
Аниме показывалось в Японии с 9 января по 29 июня 2005. Сценарий для аниме писали отдельно, манга была лишь основой, большинство событий из манги в аниме показаны не были. Для того, чтобы телесериал выглядел завершённым, начиная с середины 22 эпизода и до конца сериала был написан отдельный сценарий.
DVD выпуск аниме подвергся переработке. В различных эпизодах были перерисованы персонажи, лица, сцены и даже несколько эпизодов были полностью перерисованы. Перерисовывались лишь небольшие части исправлялись ошибки в картинке. Сюжет или диалоги переделаны не были.

#### Изменения в цветах глаз и волос
В аниме в отличие от манги у некоторых студентов был изменён цвет волос. Предполагается, что это было сделано для того, чтобы персонажей было легче различать.
Отличия:
- Хасэгава Тисамэ (тёмно зелёные вместо рыжих)
- Сидзуна-сэнсэй (сине-зелёные вместо светлых)
- Какидзаки Миса (фиолетовые вместо светло-коричневых)
- Акаси Юна (ярко коричневые вместо чёрных)
- Близнецы Нарутаки (розовые вместо рыжих; у Фумики колпаки на волосах жёлтого цвета, а не белого; также цвет глаз вместо карего у Фуки и Фумики пурпурный и фиолетовый, соответственно)
- Кагура Мисора и Мураками Нацуми (тёмно-коричневый вместо красного)
- Нагасэ Каэдэ (сероватые вместо волос цвета тёмной соломы)
- Евангелина (зелёный цвет глаз вместо голубого)
- Сиина Сакурако (тёмно-красные вместо рыжих)
- Рюмия Мана (тёмно-синие вместо чёрных)
- Киотомэ Харуна (тёмно-зелёные вместо чёрных)

### Negima!?
Аниме-сериал транслировался с 4 октября 2006 года по 28 марта 2007 года. Negima!? позиционировался как ремейк и его сюжет не связан с оригинальной мангой и аниме сериалом Mahou Sensei Negima!. Из оригинала взяты персонажи, а также сюжет нескольких начальных глав, которые знакомят зрителя с основными героями и академией «Махора». В Negima!? присутствуют новые персонажи, такие как Ситими и Моцу — кот и лягушка, которые посланы Магической Академией, чтобы следить за Нэги, его стажировкой и неразглашением Нэги своей магической сущности.

### Negima!? Spring Special?!
OVA «Spring Special?!» сначала была показана в апреле 2006 узкому кругу лиц в Японии и лишь затем 25 октября 2006 вышел DVD. Это серия о путешествии на Южные острова из 7 тома манги, где Нэги пытался помириться с Асуной после того, как сказал, что его проблемы её не касаются.

### Negima!? Summer Special!?
OVA «Summer Special?!» также сначала была показана узкому кругу лиц в Японии в сентябре 2006. DVD вышел 22 Ноября 2006. В серии показана история о том, как Нодока и Юэ во время тренировки магией произносят заклинание красной нити судьбы, которое якобы должно показывать, кто твой суженый. Заклинание связывает нитью Нодоку и Нэги, но, к сожалению девушек, обнаруживается, что это заклинание — шутка. В итоге Нодоке приходится провести этот день связанной с Нэги. В этой OVA класс отправляется в баню.
В обеих сериях были изменены цвет глаз и волос некоторых учеников, такие же, как и в «Negima!?».

### Mahou Sensei Negima!: Shiroki Tsubasa Ala Alba
OVA "Махо Сэнсэй Негима! ~Белые крылья Ala Alba~" (яп. 魔法先生ネギま！～白い翼 ALA ALBA～) была объявлена Кэном Акамацу на его сайте в день окончания дорамы. Производство было доверено студии Shaft и старому составу снимавшему телесериал «Negima!?», включая сэйю.
OVA охватила главы с 176 по 183 (исключая 181), и состоит из 3 частей:
1. Первая часть включает в себя 176 и 177 главу, выпущена 12 августа 2008 в дополнении к выпуском 23 тома манги
2. Вторая часть включает главы с 178 по 180, выпущена 17 ноября 2008 в дополнении к выпуску 24 тома.
  1. 19 декабря 2008 выпущено ограниченное издание аудиопьесы по 181 главе.
3. Третья часть покажет сюжет 182 и 183 глав, выпущена 17 Февраля 2009 вместе с 25 томом.

Режиссёр Акиюки Симбо (снимал «Spring Special?!» и «Summer Special!?» OVA, и телесериал «Negima!?»), но в отличие от предыдущих работ, в этой дизайн персонажей и сценарий будут максимально приближены к оригиналу.

### Mahou Sensei Negima!: Mo Hitotsu no Sekai
OVA-сериал длиной в 4 серии был анонсирован 11 февраля 2009 года на официальном мероприятии в Токио. Данная OVA рассказывает об путешествии героев в мир магии, начиная с 20 тома.
1. Первая серия снята по главам 184—188 и была выпущена 17 сентября 2009 года.
2. Вторая серия снята по главам 189—192 и была выпущена 17 декабря 2009 года.
3. Третья серия снята по главам 197—202 и была выпущена 17 мая 2010 года.
4. Четвёртая серия снята по главам 205—210 была выпущена 17 августа 2010 года.
5. Пятая серия, дополнительная история про приключение Юэ Аясэ в мире магии, была выпущена 17 ноября 2010.

Как и предыдущий OVA-сериал, этот снимался студией Shaft в сотрудничестве с Studio Pastoral.

### Mahou Sensei Negima! Anime Final
Полнометражный анимационный фильм Mahou Sensei Negima! Anime Final был показан 27 августа 2011 года в кинотеатрах Японии совместно с другим анимационным фильмом Hayate the Combat Butler! Heaven is a Place on Earth. Производством фильма занималась студия Shaft. Фильм является логическим продолжением Mahou Sensei Negima!: Mo Hitotsu no Sekai, и так же максимально приближен к оригинальной манге, однако в фильме другая официальная концовка, так называемая «версия B». Посетители премьеры фильма в Японии могли получить дополнительный восемнадцатистраничный «нулевой том» манги Negima.

## Саундтрек
| №  | Название                                       | Исполнители | Длительность |
| -- | ---------------------------------------------- | --- | ------------ |
| 1. | «Happy Material -Original-» (эп. 1-4)          | Юри Сиратори, Мадока Кимура, Аяна Сасагава, Нацуко Куватани, Котоми Ямакава, Азуми Ямамото (в аниме «Саё Айкаса», «Юна Акаси», «Кадзуми Асакура», «Юэ Аясэ», «Ако Изуми», «Акира Окоти») |              |
| 2. | «Happy Material -More Rock Ver.-» (эп. 5-8)    | Сидзука Ито, Акэми Канда, Ай Бандо, Акэно Ватанабэ, Мами Дэгучи (в аниме «Миса Какидзаки», «Асуна Кагурадзака», «Мисора Кагура», «Тятямару Каракури», «Мадока Кугумия»)                  |              |
| 3. | «Happy Material -More Happy Ver.-» (эп. 9-13)  | Хадзуки Танака, Ай Нонака, Сава Исигэ, Ю Кобаяси, Юи Хориэ (в аниме «Гу Фэй», «Конока Коноэ», «Харуна Саотомэ», «Сэцуна Сакурадзаки», «Макиэ Сасаки»)                                    |              |
| 4. | «Happy Material -More Beloved-» (эп. 14-17)    | Аканэ Омаэ, Михо Сакума, Тиаки Осава, Рёко Сараиси, Миса Кобаяси (в аниме «Сакурако Сиина», «Мана Тацумия», «Чао Линъинь», «Каэдэ Нагасэ», «Тидзуру Наба»)                               |              |
| 5. | «Happy Material -Electric-» (эп. 18-21)        | Кимико Кояма, Мари Кано, Май Кадоваки, Юми Симура, Юки Мацуока (в аниме «Фука Нарутаки», «Фумика Нарутаки», «Сатоми Хакасэ», «Тисамэ Хасэгава», «Евангелина МакДауэлл»)                  |              |
| 6. | «Happy Material -Early Summer-» (эп. 22-23,25) | Мамико Ното, Май Аидзава, Дзюнко Минагава, Наоми Иноуэ, Юка Инокути (в аниме «Нодока Миядзаки», «Нацуми Мураками», «Аяка Юкихиро», «Сацуки Ёцуба», «Зази Рейнидей»)                      |              |
| 7. | «Happy Material -Now and Oldies-»              | Рина Сато, Мамико Ното, Рё Хирохаси (в аниме «Нэги Спрингфилд», «Нэкане Спрингфилд», «Аня»)                                                                                              |              |

| №  | Название                                        | Исполнители | Длительность |
| -- | ----------------------------------------------- | --- | ------------ |
| 1. | «Kagayaku Kimi e» (эп. 1-13)                    | Акэми Канда, Ай Нонака, Мамико Ното, Ю Кобаяси (в аниме «Асуна Кагурадзака», «Конока Коноэ», «Нодока Миядзаки», «Сэцуна Сакурадзаки»)                                     |              |
| 2. | «Oshiete hoshii zō, Shishou» (эп. 14-22, 24-25) | Аяна Сасагава, Нацуко Куватани, Акэно Ватанабэ, Хадзуки Танака, Юки Мацуока (в аниме «Кадзуми Асакура», «Юэ Аясэ», «Тятямару Каракури», «Гу Фэй», «Евангелина МакДауэлл») |              |
| 3. | «Happy Material — acoustic version» (эп. 23)    | |              |
| 4. | «Kagayaku Kimi e ~ Peace» (эп. 26)              | Класс 2-А |              |

| №  | Название                                  | Исполнители | Длительность |
| -- | ----------------------------------------- | --- | ------------ |
| 1. | «1000% Sparking!» (эп. 2-4,8-12,15-17,25) | Рина Сато, Акэми Канда, Ай Нонака, Ю Кобаяси (в аниме «Нэги Спрингфилд», «Асуна Кагурадзака», «Конока Коноэ», «Сэцуна Сакурадзаки») |              |
| 2. | «1000% Sparking!» (эп. 5-7,18)            | Хадзуки Танака, Юи Хориэ, Дзюнко Минагава (в аниме «Гу Фэй», «Макиэ Сасаки», «Аяка Юкихиро»)                                        |              |
| 3. | «1000% Sparking!» (эп. 19)                | Акэно Ватанабэ, Май Кадоваки, Юки Мацуока (в аниме «Тятямару Каракури», «Сатоми Хакасэ», «Евангелина МакДауэлл»)                    |              |
| 4. | «1000% Sparking!» (эп. 20)                | Нацуко Куватани, Сава Исигэ, Мамико Ното (в аниме «Юэ Аясэ», «Харуна Саотомэ», «Нодока Миядзаки»)                                   |              |
| 5. | «1000% Sparking!» (эп. 21)                | Рёко Сараиси, Кимико Кояма, Мари Кано (в аниме «Каэдэ Нагасэ», «Фука Нарутаки», «Фумика Нарутаки»)                                  |              |
| 6. | «1000% Sparking!» (эп. 22)                | Мадока Кимура, Котоми Ямакава, Азуми Асакура, Ай Бандо (в аниме «Юна Акаси», «Ако Изуми», «Акира Окоти», «Мисора Касуга»)           |              |
| 7. | «1000% Sparking!» (эп. 23-24)             | Рина Сато, Миюки Савасиро, Тива Сайто (в аниме «Нэги Спрингфилд», «Ситими», «Моцу»)                                                 |              |
| 8. | «Eien no Toki o Koete» (эп. 13-14)        | Дзюнко Минагава (в аниме «Аяка Юкихиро»)                                                                                            |              |

| №   | Название                      | Исполнители | Длительность |
| --- | ----------------------------- | --- | ------------ |
| 1.  | «Hoshizora Letter» (эп. 2-3)  | Акэми Канда (в аниме «Асуна Кагурадзака») |              |
| 2.  | «A-LY-YA!» (эп. 4-6,10,12-15) | Рина Сато, Акэми Канда, Ай Нонака, Ю Кобаяси (в аниме «Нэги Спрингфилд», «Асуна Кагурадзака», «Конока Коноэ», «Сэцуна Сакурадзаки»)                             |              |
| 3.  | «A-LY-YA!» (эп. 7)            | Хадзуки Танака, Юи Хориэ, Дзюнко Минагава (в аниме «Гу Фэй», «Макиэ Сасаки», «Аяка Юкихиро»)                                                                    |              |
| 4.  | «A-LY-YA!» (эп. 8,11,21)      | Сава Исигэ, Нацуко Куватани, Мамико Ното (в аниме «Харуна Саотомэ», «Юэ Аясэ», «Нодока Миядзаки»)                                                               |              |
| 5.  | «A-LY-YA!» (эп. 9)            | Рёко Сараиси, Кимико Кояма, Мари Кано (в аниме «Каэдэ Нагасэ», «Фука Нарутаки», «Фумика Нарутаки»)                                                              |              |
| 6.  | «A-LY-YA!» (эп. 16)           | Мадока Кимура, Котоми Ямакава, Азуми Асакура, Ай Бандо (в аниме «Юна Акаси», «Ако Изуми», «Акира Окоти», «Мисора Касуга»)                                       |              |
| 7.  | «A-LY-YA!» (эп. 17)           | Сидзука Ито, Мами Дэгучи, Аканэ Омаэ (в аниме «Миса Какидзаки», «Мадока Кугумия», «Сакурако Сиина»)                                                             |              |
| 8.  | «A-LY-YA!» (эп. 18)           | Акэно Ватанабэ, Май Кадоваки, Юки Мацуока (в аниме «Тятямару Каракури», «Сатоми Хакасэ», «Евангелина МакДауэлл»)                                                |              |
| 9.  | «A-LY-YA!» (эп. 19,22)        | Михо Сакума, Миса Кобаяси, Юми Симура, Май Аидзава, Юка Инокути (в аниме «Мана Тацумия», «Тидзуру Наба», «Тисамэ Хасэгава», «Нацуми Мураками», «Зази Рейнидей») |              |
| 10. | «A-LY-YA!» (эп. 20,23)        | Юри Сиратори, Аяна Сасагава, Мэгуми Такамото, Наоми Иноуэ (в аниме «Саё Айкаса», «Кадзуми Асакура», «Чао Линъинь», «Сацуки Ёцуба»)                              |              |
| 11. | «A-LY-YA!» (эп. 24)           | Класс 3-А |              |
| 12. | «Love Sensation» (эп. 25)     | Рина Сато, Акэми Канда, Ай Нонака (в аниме «Нэги Спрингфилд», «Асуна Кагурадзака», «Конока Коноэ»)                                                              |              |
| 13. | «1000%SPARKING!» (эп. 26)     | Класс 3-А |              |